# Tirumala limniace
Tirumala limniace, блакитний тигр, — метелик, що мешкає в Південній та Південно-Східній Азії та є частиною групи данаїдів, родини щітконогих метеликів Nymphalidae. На півдні Індії відбуваються зграйні міграції цього виду. Подекуди його можна побачити разом з Danaus genutia, Tirumala septentrionis, Euploea sylvester, Euploea core, а на висотах з Parantica nilgiriensis на Crotalaria.

## Опис
Tirumala limniace — маленький ширококрилий метелик. Розмах крил від 90 до 100 міліметрів; самці менші за самок. Крильця зверху від темно-коричневого до чорного кольору із напівпрозорими блакитно-білими плямками. Їх колір утворився завдяки пігменту птеробіліну. Дослідження блакитних тигрових метеликів показують, що світло високої інтенсивності значно підвищує рухову активність. Темні ділянки на поверхнях крил є областями поглинання тепла, які сприяють автономному польоту.
У комірці 1b переднього крила, обмеженого жилками, проходять дві смужки, іноді з'єднані великою плямою. Від основи дископодібної клітини до кінчика крила тягнеться смуга, потім велика пляма. Біля основи клітини 2, після V-подібної арки, знаходиться велика овальна пляма, біля клітини 3, після арки, — менша, за нею ще одна маленька. Після диска є п'ять коротких смуг, лише дві з яких чітко визначені. Далі проходить ряд великих внутрішніх та малих зовнішніх точок. На задньому крилі через комірки 1а, 1b, 1c проходять відосновні смужки. У дископодібній клітині є широка розділова смужка. Нижня гілка має коротку шпороподібну основу, а клітини 2 і 5 — широку смугу біля основи.
Самці відрізняються від самок чорною кишенею із запашними лусочками всередині, що утворюється після вилуплення. Вона розташована зверху в комірці 1c, біля дископодібної клітини задніх крил. Кишеньки та вивернуті пучечки волосся на животі потрібні для залицянь. Як у типових представників роду Danaina, волоски ростуть лише із задньої третини тільця.
Передні крильця є чорними знизу та оливковими зверху. Задні лапки оливково-бурі. Антенки, голова та грудна клітина чорні, останні з білими смужками. Зверху черевце темне, а знизу бліде коричнево-жовте з білим відблиском на межі сегментів.

## Життєвий цикл

### Раціон
Личинки метеликів зазвичай харчуються рослинами родини Asclepiadaceae. До них належать:
- Асклепій
- Калотропіс
- Crotalaria
- Epibaterium
- Соя звичайна
- Heterostemma cuspidatum
- Хойя
- Marsdenia tenacissima
- Wattakaka volubilis[en]

### Личинка
Личинка жовтувато-біла, поділена на 3 чи 12 сегментів. Кожен з парою чорних і зеленувато-білих ниточок, чотирма поперечними чорними смугами (друга смуга ширша за інші, роздвоєна збоку) та жовтою поздовжньою лінією з кожного боку. Спочатку личинка сягає приблизно 1.21 см у довжину та важить близько 5 міліграмів, але протягом 48 годин вдвічі видовжується та вчетверо набирає вагу.

### Лялечка
«Зелена із золотистими плямами та бісеринками-півмісяцями на спинці». (Фредерік Мур, ⁣"Bingham")

## Ареал
Вид поширений у Південній та Південно-Східній Азії. У 2019 році одна доросла особина була зареєстрована на Балеарських островах, що стало першою згадкою на території Європи.

## Підвиди
- Tirumala limniace bentenga (Martin, 1910) — Selajar
- Tirumala limniace conjuncta Moore, 1883 — Ява, Балі, Кангіан, Бавеан, Малі Зондські острови
- Tirumala limniace exotica (Gmelin, 1790) — Об'єднані Арабські Емірати
- Tirumala limniace ino (Дворецький, 1871) — Сула
- Tirumala limniace leopardus (Butler, 1866) — Цейлон, Індія — південна Бірма
- Tirumala limniace (Cramer, [1775]) — південний Китай, Індокитай, Хайнань, Тайвань
- Tirumala limniace makassara (Martin, 1910) — південний Сулавесі
- Tirumala limniace orestilla (Fruhstorfer, 1910) — Філіппіни (Лусон)
- Tirumala limniace vaneeckeni (Bryk, 1937) — Тимор, Ветар

## Звички

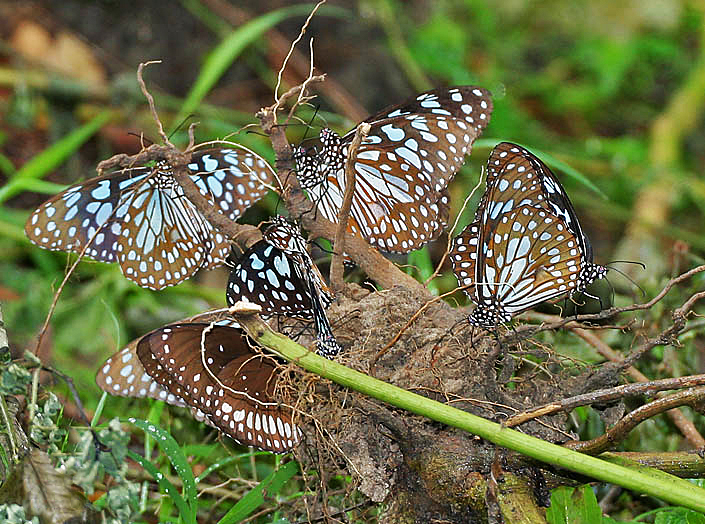
Блакитні тигри збираються разом із звичайним метеликом- вороном у Калькутті, Західна Бенгалія, Індія

Під час мусонів на півдні Індії, відбуваються інтенсивні міграції самців цього виду. Також відомо про утворення так званих грязьових калюж.

## Життєвий цикл

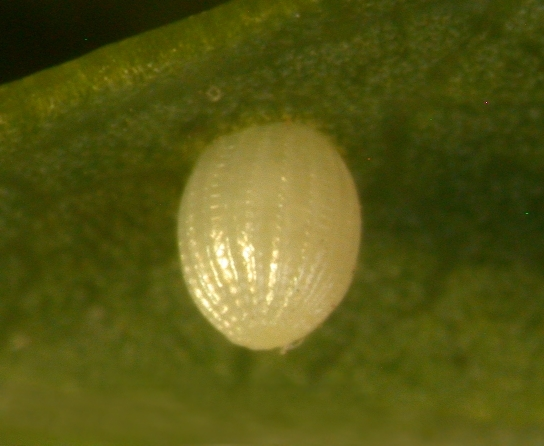
Яйце
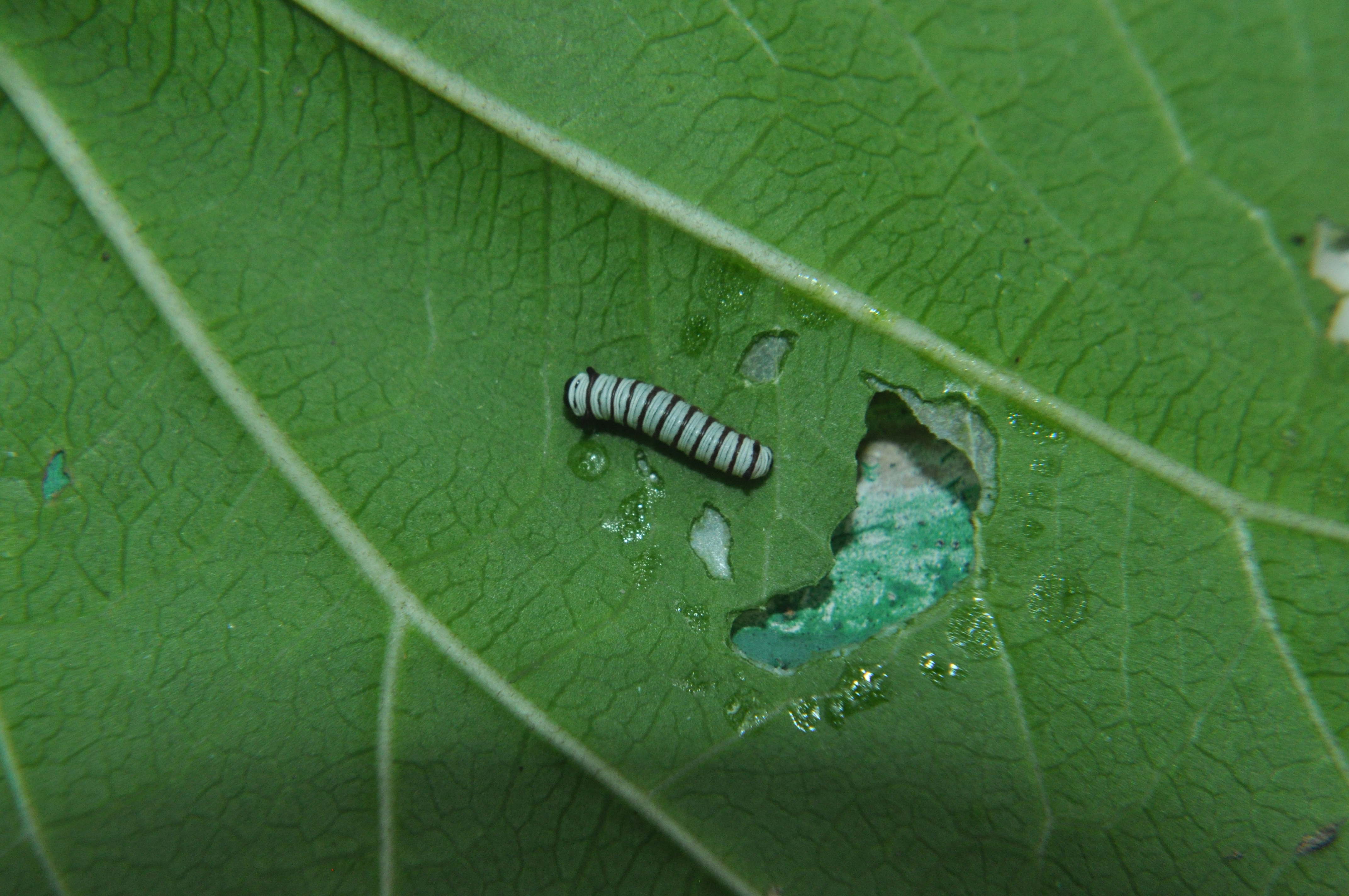
Личинка (перша стадія)
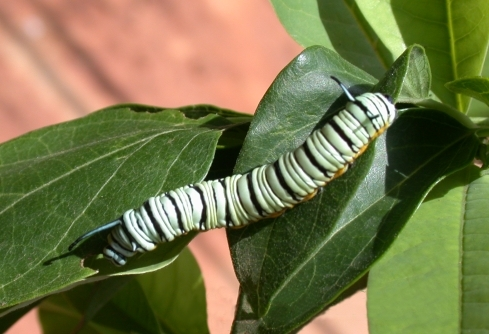
Личинка
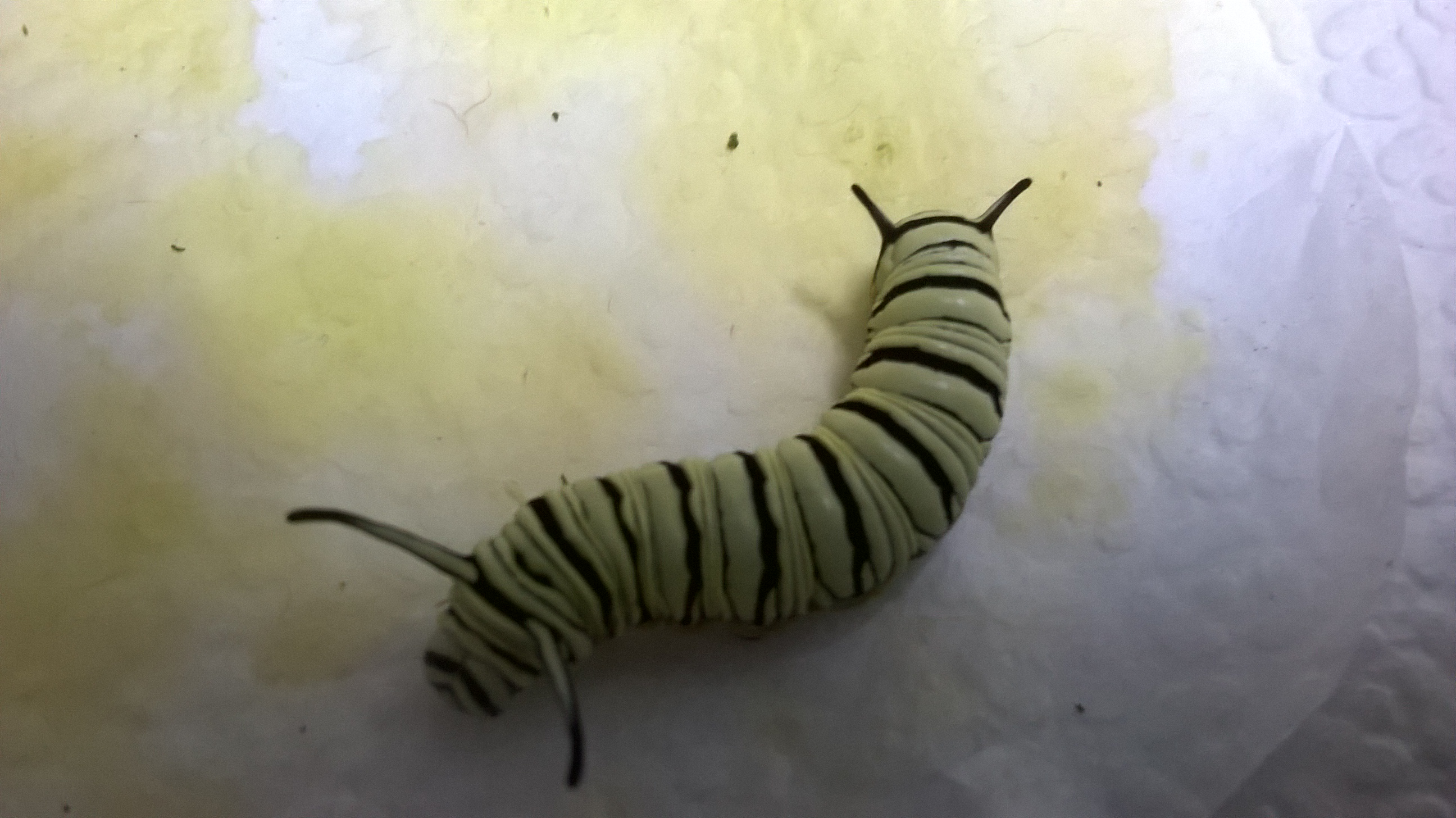
Личинка (остання стадія)
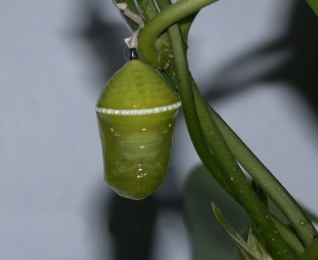
Лялечка
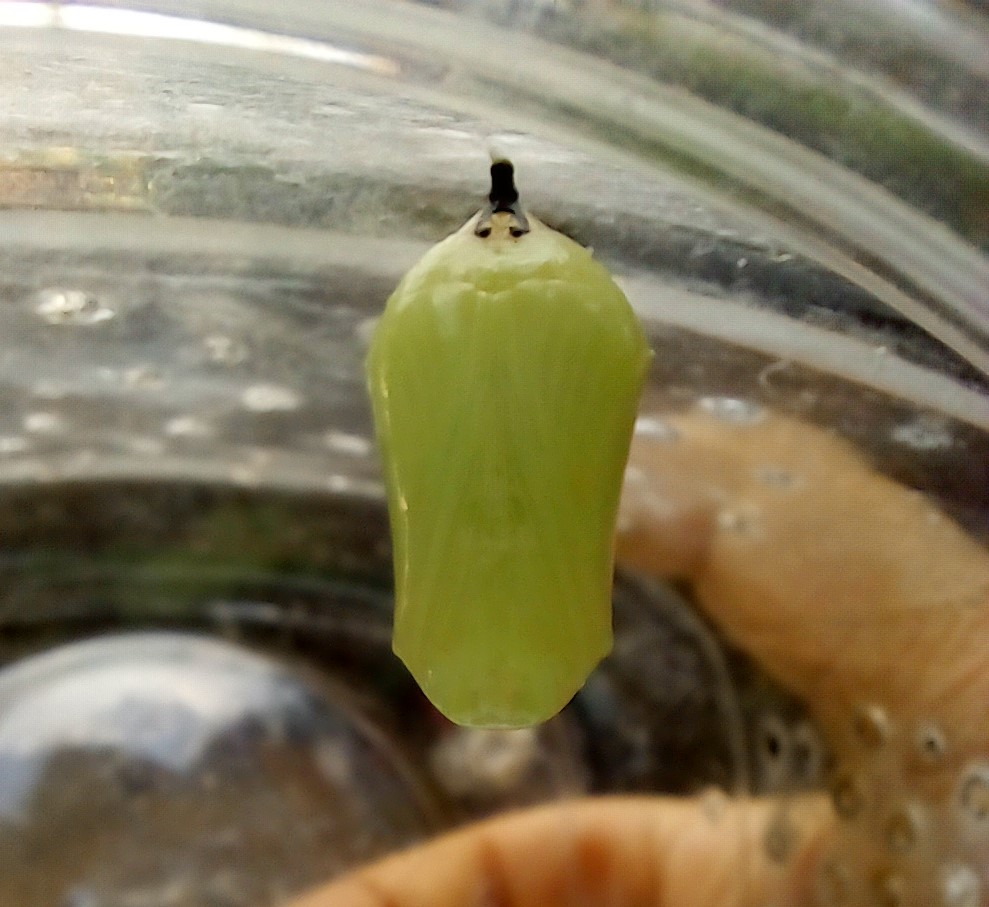
Лялечка
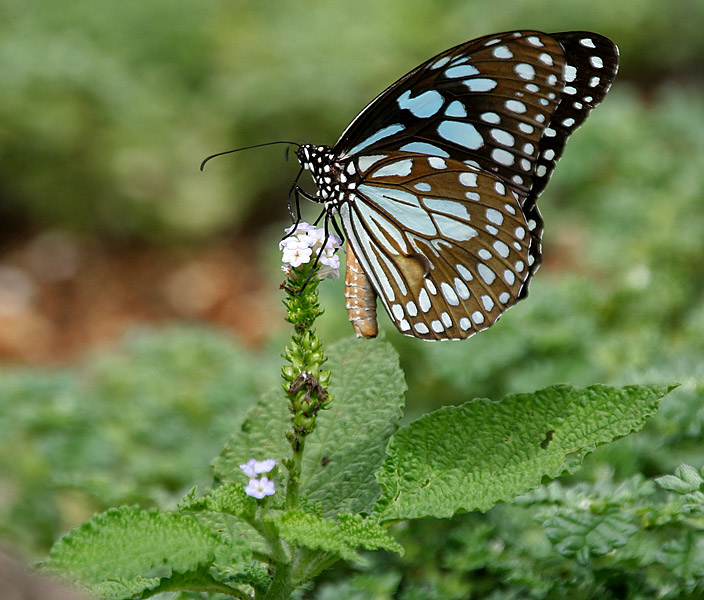
Імаго на індійському турнсомі (Heliotropium indicum[en]) на озері Почарам, штат Андхра-Прадеш, Індія

## Зовнішні покликання
- Інформаційна база даних про дике життя Шрі-Ланки
- Tirumala limniace — Wikipedia